# 小行星15467
小行星15467（15467 Aflorsch）是一颗绕太阳运转的小行星，为主小行星带小行星。该小行星于1999年1月15日发现。

## 轨道参数
小行星15467的轨道半长轴为2.9484645 UA，离心率为0.073。